# Bakar

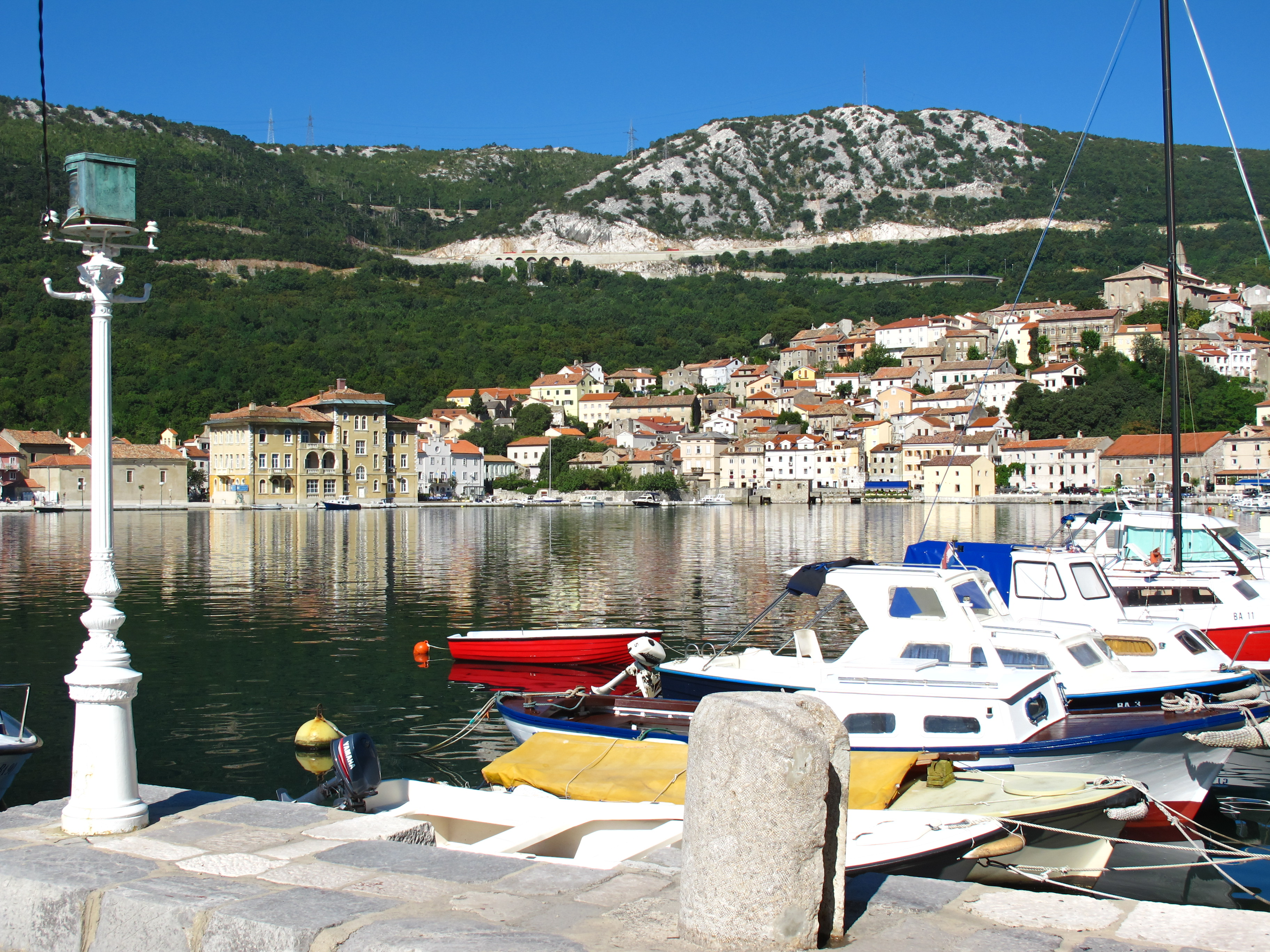

Bakar (Italiaans: Buccari; Hongaars: Szádrév of Bukkari) is een stad in de provincie Primorje-Gorski Kotar in het Westen van Kroatië met een stadsbevolking van (per 2001) 1566 mensen, in de gemeente wonen 7773 mensen. Het oude gedeelte van de stad ligt op de heuvel met zicht op de Baai van Bakar.

## Geschiedenis
Bakar kreeg in 1799 burgerrechten tezamen met een wapen van keizerin Maria Theresa. Het geschilderde wapen is typisch voor die periode. Op het wapen staan ook de drie kastelen die in de buurt liggen. Een deel van de bevolking spreekt nog steeds Italiaans.
Bakar is ook Kroatisch voor koper.
Steden (gradovi): Rijeka · Bakar · Cres · Crikvenica · Čabar · Delnice · Kastav · Kraljevica · Krk · Mali Lošinj · Novi Vinodolski · Opatija · Rab · Vrbovsko

Gemeenten (općine): Baška · Brod Moravice · Čavle · Dobrinj · Fužine · Jelenje · Klana · Kostrena · Lokve · Lopar · Lovran · Malinska-Dubašnica · Matulji · Mošćenička Draga · Mrkopalj · Omišalj · Punat · Ravna Gora · Skrad · Vinodolska · Viškovo · Vrbnik